# Eric Lindros
Eric Bryan Lindros (London, 28 febbraio 1973) è un ex hockeista su ghiaccio canadese.

## Carriera
Ha vinto due medaglie olimpiche nell'hockey su ghiaccio con la nazionale maschile canadese. In particolare ha vinto una medaglia d'oro alle Olimpiadi invernali di Salt Lake City 2002 e una medaglia d'argento alle Olimpiadi invernali di Albertville 1992. Ha partecipato anche alle Olimpiadi invernali 1998.